# Antonio Maria Abbatini
Antonio Maria Abbatini (* 26. Januar 1595 oder um 1600 in Città di Castello; † vermutlich im August 1679 (oder 1677) ebenda) war ein italienischer Kapellmeister und Komponist.

## Leben
Antonio Maria Abbatini war ein Schüler seines Onkels Lorenzo Abbatini, der Kapellmeister am Dom seiner Heimatstadt war, und möglicherweise von Giovanni Bernardino Nanino. Nach dem Tod des Onkels, übernahm Antonio Maria für eine kurze Zeit stellvertretend dessen Amt. Darauf trat er in das Seminario Romano ein. Später wurde er hier zum Kapellmeister ernannt. Von 1626 bis 1628 war Abbatini Maestro di cappella an der Lateranbasilika in Rom. Danach kehrte er in seine Heimatstadt zurück. 1632 erhielt er den Titel eines Kapellmeisters am Dom von Orvieto. Von 1635 bis 1640 war er wieder in seiner Heimatstadt tätig. Ab 1640 war er Kapellmeister an der Basilika Santa Maria Maggiore, wo ihm im Januar 1646, möglicherweise wegen eines Streits gekündigt wurde. Daraufhin ging er als Kapellmeister an San Lorenzo in Damaso. Im Mai 1649 wird er wieder als Kapellmeister an Santa Maria Maggiore genannt. Im Januar 1657 ging er an die Wallfahrtsbasilika in Loreto, wird aber 1672 wieder an Santa Maria Maggiore genannt, wo er bis 1677 blieb. In diesem Jahr zog er sich in seine Vaterstadt zurück. Hier übte er noch bis zu seinem Tod im Jahr 1679 das Amt des Kapellmeisters aus.

## Werke (Auswahl)
Er schuf Opern und kirchliche Chorwerke und gilt als einer der Hauptvertreter des hochbarocken Monumentalstils. Seine Kantate Il pianto di Rodomonte gilt als eine Vorform der Oper. Mit Abbatinis „commedia per musica“ Dal male il bene von 1654, legte er den Grundstein für eine Entwicklung, die im 18. Jahrhundert in der Opera buffa ihren Höhepunkt fand. Neben seinen musikalischen Werken verfasste er mehrere Lehrbücher über Musik. Er unterstützte Athanasius Kircher bei dessen Musurgia Universalis. Dafür komponiert er unter anderem ein O vos omnes zu 6 Stimmen, über 7 Takte, welches als Muster des Ausdrucks der Klage und des Schmerzes dient.

### Bühnenwerke
- Dal male il bene („Aus Kummer wird Glück“), musikalische Komödie in drei Akten, zusammen mit Marco Marazzoli (2. Akt). Libretto von Giulio und Giacomo Rospigliosi, nach P. Calderon de la Barca. Uraufführung 16. Mai 1654 in Rom, Palazzo Barberini, zur Hochzeit von Matteo Barberini, Principe di Palestrina, mit Olimpia Giustiniani, Manuskript Bologna. OCLC 37107367 RISM ID: 451012166 RISM ID: 850035315 RISM ID: 850027256
  - Darin enthalten: Alla rocca del pensiero, Aria RISM ID: 840027467 und E che farete amanti, Aria RISM ID: 840027468
- Ione, Oper in drei Akten. Libretto von Antonio Draghi. Rom 1666, Überlieferung bei Musikfreunden Wien. OCLC 43712122
- La comica del cielo ò vero la Baltasara, musikalische Komödie in drei Akten. Libretto von Giulio Rospigliosi. Uraufführung 5. Januar 1668 im Palazzo Pallavicini Rospigliosi in Rom, OCLC 56637783

### Kantaten
- II Pianto di Rodomonte del. . . dato alle stampe da Pietro Ant. Ubaldoni, Kantate, 1633 gedruckt von Rinaldo Ruoli in Orvieto 1633 RISM ID: 990000010
- Cantata per voce sola col B., als Manuskript in Modena
- Passati contenti e dove n'andaste, Kantate RISM ID: 840029625

### Messvertonungen
- Missa sexdecim voc. concinenda nunc primum, 1627 bei Paolo Masotti in Rom gedruckt RISM ID: 990000009 OCLC 801991118

### Libri di sacre canzoni
- Il terzo libro di sacre canzoni a due, tre, quattro, cinque, e sei voci, Pier Paolo Crescenzi gewidmet, 1634 gedruckt von Rinaldo Ruoli in Orvieto RISM ID: 990000011
- Il quinto libro di sacre canzoni a due, tre, quattro, e cinque voci ... opera nona, 1638 gedruckt von Lodovica Grignani in Rom RISM ID: 990000012
- Il sesto libro di sacre canzoni a due, tre, quattro, e cinque voci ... opera decima, Camillo Francesco Maria Pamphilj, 1653 von Vitale Mascardi in Rom gedruckt RISM ID: 990000013

### Sonstige Vokalwerke
- Antifone a dodici bassi, e dodici tenori reali ... fatta dall' istesso, a otto chori, il giorno di S. Domenico l'anno 1661, date in luce da D. Domenico da'l Pane, gedruckt beim Nachfolger von Mascardi in Rom 1677 RISM ID: 990000014
- Amante dubbioro, a Sopr. c. Bc., 1662, Manuskript in Modena.
- Argentum et aurum, non est mihi à 3 (Sopran, Sopran, Bariton) und Basso continuo, Francesco Barberini gewidmet RISM ID: 451006844
- Beatus ille servus, quem cum venerit, Antiphon für zwei Chöre und Basso continuo RISM ID: 850010722
- Benedicimus Deum caeli für Sopran, Tenor und Basso continuo RISM ID: 850034576
- Confitebuntur coeli mirabilia, Psalm für 2 Stimmen und Orgel OCLC 1004666950
- Congratulamini 2 v. und Admirabile 2 v. in Florido: Has alteras sacr. cant., 1645.
- Dilatatae sunt, 2 voc. et Bc. ex 1649, in einer Sammlung von Winterfeld, Manuskript in Düben-Sammlung Uppsala RISM ID: 190006513 RISM ID: 840025481
- Domine si tu es iube me (Sopran, Sopran, Tenor, Bass) und Basso continuo, Francesco Barberini gewidmet RISM ID: 451006843
- Dulcissima Virgo á 2 und Alma parens á 3 v., in Berretti: Scelta di Mot., 1643.
- Ego Dominus Deus tuus à 3 (Sopran, Sopran, Sopran) und Basso continuo, Francesco Barberini gewidmet RISM ID: 451006833
- Ego Dominus Deus tuus
- Euge serve bone, Antiphon für zwei Chöre und Basso continuo RISM ID: 850010723
- Haec est virgo sapiens, Psalm für 3 Stimmen und Orgel OCLC 1004666290
- Honorem date Deo 3 v. und Bona Jesu 3 v. in Florido: Concentus sacras, 1643.
- In che da il cercar, Canto per solo Tenore col Bc. in Autori romani di musica volgare, Manuskript, Bologna, Kat. 3, 197.
- In craticula te Deum, Motette für Sopran, zwei Violinen und Orgel RISM ID: 659003557
- Inveni David, Offertorium a 4 voci, Manuskript, Bologna, Kat. 2, 380.
- Justitiae Domini, rectae laetificantes corda à 3 (Sopran, Sopran, Bariton) und Basso continuo, Francesco Barberini gewidmet RISM ID: 451006830
- Linguae ardentes 2 v. in Florido 1650.RISM ID: 800264125
- Omnes sitientes, venite ad aquas à 3 (Sopran, Sopran, Bariton) und Basso continuo RISM ID: 451006845
- Panis angelicus à 3 (Sopran, Sopran, Bass) und Basso continuo RISM ID: 451006846
- Pastores loquebantur, ad invicem transeamus à 5 (Sopran, Sopran, Tenor, Tenor, Bass) RISM ID: 451006847
- Perfice gressus meos à 3 (Sopran, Sopran, Bariton) und Basso continuo, Francesco Barberini gewidmet RISM ID: 451006829
- Popule meus a quattro Voci RISM ID: 850602379
- Posuisti Domine, in capite ejus coronam de lapide à 5 (Sopran, Sopran, Alt, Mezzosopran, Bariton) RISM ID: 451006848
- Rubum quem viderat à 4 (Sopran, Sopran, Bass, Bass) und Basso continuo, Francesco Barberini gewidmet RISM ID: 451006834
- Scapulis suis, obumbrabit tibi Dominus et à 3 (Sopran, Sopran, Bariton) und Basso continuo, Francesco Barberini gewidmet RISM ID: 451006831
- Venite hic divinus ignis (Sopran, Sopran, Sopran, Bass) und Basso continuo, Francesco Barberini gewidmet RISM ID: 451006835
- Vidi conjunctos viros à 3 (Alt, Alt, Bass) und Basso continuo, Francesco Barberini gewidmet RISM ID: 451006832

### Instrumentalwerke
- Sonata a 2 Violini, Viola, e Basso RISM ID: 659500061

### Musiktheoretische Schriften
- Autogi, Bologna, Kat. 1, 188: 1 Codex mit 14 Abhandlungen musiktheoretischen Inhalts, geschrieben in den Jahren 1663–1668.

### Sonstiges
- Weitere Werke sind im Manuskript in den Kirchenarchiven von San Giovanni di Laterano, Santa Maria Maggiore und seinen anderen Wirkungsstätten überliefert